# Drosera darwinensis
Drosera darwinensis es una especie de planta perenne perteneciente al género de plantas carnívoras Drosera. Es endémica del Territorio del Norte.

## Descripción
Sus hojas están dispuestas en una roseta que sale de la raíz. Produce flores de color rosa o blanco de diciembre a abril. Drosera darwinensis crece en la arena arcillosa desde Palmerston a Berry Springs al sur de Darwin y este a Humpty Doo. 

## Taxonomía
Drosera darwinensis fue descrita por primera vez por Allen Lowrie en 1996, el espécimen tipo fue recogido a 0,9 kilómetros al sur de Temple Avenue, en Palmerston, el 8 de abril de 1990. Fue publicado en Nuytsia 11: 61. 1996.

Etimología
Drosera: tanto su nombre científico –derivado del griego δρόσος (drosos): "rocío, gotas de rocío"– como el nombre vulgar –rocío del sol, que deriva del latín ros solis: "rocío del sol"– hacen referencia a las brillantes gotas de mucílago que aparecen en el extremo de cada hoja, y que recuerdan al rocío de la mañana.
darwinensis: epíteto que se refiere a la región de Darwin donde se encuentra esta planta en abundancia. Está estrechamente relacionada con D. brevicornis, pero difiere de esta especie por su corta inflorescencia (5-15 cm de largo en D. darwinensis y 30-40 cm de largo en D. brevicornis).